# ТЕС Єлаханка
13°7′2″ пн. ш. 77°34′54″ сх. д. / 13.11722° пн. ш. 77.58167° сх. д.
ТЕС Єлаханка – теплова електростанція у індійському штаті Карнатака.
В 1993/1994 бюджетному році на майданчику станції стали до ладу 6 генераторних установок на основі двигунів внутрішнього згоряння загальною потужністю 128 МВт. Вони були розраховані на споживання дизельного пального, проте станом на початок 2010-х з економічних причин працювали на важкій нафтовій фракції (Low Sulphur Heavy Stock, LSHS). Як наслідок, у 2013-му державний орган з нагляду за охороною довкілля виніс рішення про зупинку генерації.
У 2016 році розпочали проект спорудження в Єлаханка парогазового блоку комбінованого циклу потужністю 370 МВт, в якому одна газова турбіна потужністю 210 МВт має живити через котел-утилізатор одну парову турбіну з показником 160 МВт. Як паливо ця черга має використовувати природний газ, що надходить по трубопроводу Дабхол – Бенгалуру.
В жовтні 2020-го під час випробовування газової турбіни стався інцидент, що призвів до пожежі та травм серед персоналу. Хоча власник ТЕС сподівався виправити пошкодження і в 2021 (або 2022) році знову провести тестові випробовування турбіни, проте запуску енергоблоку наразі заважають природоохоронні міркування. У вересні 2022-го державний орган з нагляду за охороною довкілля заборонив запуск електростанції через «повне ігнорування законів» під час будівництва.